# نوكيا C5-03
 نوكيا C5-03 (بالإنجليزية: Nokia C5-03)‏ هو هاتف محمول من نوكيا يعمل بنظام سيمبيان.

## الخصائص
- نظام التشغيل: سيمبيان
- الشاشة: إل سي دي 640 × 360
- الوزن: 93 غرام